# Rogi (Kędzierzyn-Koźle)
Rogi – osiedle administracyjne miasta Kędzierzyna-Koźla.
Jest to najdalej na zachód wysunięte osiedle administracyjne miasta. Obejmuje ono części miasta:
- Zmudzona (SIMC 0965588)
- Rybarze (SIMC 0965565)
- Lasaki (SIMC 0965513)
- Lisak (SIMC 0965536),
- Krężel (d. Kozielska Stocznia Rzeczna)

Miejscowości te, należące do gromady Zmudzona, włączono 1 stycznia 1958 w granice miasta Koźla, a 30 października 1975 roku wraz z nim do miasta Kędzierzyna, przemianowanego 3 listopada 1975 na Kędzierzyn-Koźla.

## Historia
Od końca XVIII w. do 1933 r. wieś Rogi posiadała własną pieczęć gminną , na której wizerunku przedstawiono postać mężczyzny na łódce w prawo. Prawdopodobnie symbolizuje on przeprawę przez rzekę Odrę.

## Gospodarka
- Stocznia Koźle – Damen Shipyards Koźle (d. Kozielska Stocznia Rzeczna)

## Komunikacja
Miejski Zakład Komunikacyjny w Kędzierzynie-Koźlu ma w dzielnicy Koźle-Rogi 5 przystanków autobusowych: Rogi Stocznia, Rogi Stawy, Stoczniowców, os. Rogi, Rogi Centrozłom.
Kursuje tutaj jedna linia autobusowa nr 2.

## Kultura
- Osiedlowy Ośrodek Kultury „Kubiczek”. Wspólnie ze Związkiem Młodzieży Mniejszości Niemieckiej RP – Grupą Młodzieżową Koźle Rogi prowadzona jest różnorodna działalność kulturalna na potrzeby mieszkańców osiedla.

## Edukacja
- Publiczna Szkoła Podstawowa nr 13 im. Janusza Korczaka, ul. Stoczniowców 11.

## Kościoły i związki wyznaniowe
- Rzymskokatolicka parafia Najświętszej Maryi Panny Królowej Świata, ul. Baczyńskiego 1.